# KZ-Nebenlager Steyr-Münichholz
Das KZ-Nebenlager Steyr-Münichholz war ein Außenlager des KZ Mauthausen im Stadtteil Münichholz der Stadt Steyr in Oberösterreich. Im von den Zwangsarbeitern 1943 unter dem Schloss Lamberg erbauten Luftschutzkeller gedenkt die Dauerausstellung Stollen der Erinnerung an das KZ-Nebenlager.

## Geschichte
Das Nebenlager wurde am 14. März 1942 in der Haagerstraße in Münichholz gegründet und war eines der ersten Nebenlager für die deutsche Rüstungsindustrie. Die Häftlinge kamen aus dem Hauptlager Mauthausen. Ihre Arbeitskraft wurde in den sogenannten „Steyr-Werken“ der Steyr-Daimler-Puch AG in der Rüstungsproduktion ausgebeutet. Für die Stadt Steyr mussten sie Straßen und Luftschutzbunker bauen.
In den Steyr-Werken waren schon seit dem Frühjahr 1941 ca. 300 Häftlinge aus Mauthausen für Bauarbeiten eingesetzt. Diese wurden noch täglich mit der Bahn von Mauthausen nach Steyr und zurück transportiert. Ab Herbst 1941 bemühte sich die Firmenleitung wegen des zunehmenden Mangels an Facharbeitern, fachlich geeignete KZ-Häftlinge für die anlaufende Fertigung von Flugmotoren und Wälzlagern zu bekommen und zwar in einem eigenen Nebenlager. Georg Meindl schrieb am 5. Jänner 1942 an Ernst Kaltenbrunner:
„[…] soll es sich möglichst um Metallfacharbeiter oder um solche Kräfte handeln, welche sich für Maschinenarbeit anlernen lassen. Das tägliche Zurückbringen dieser Häftlinge nach Mauthausen erfordert nicht nur einen größeren Einsatz von Bewachungsmannschaften, sondern mindert auch die Arbeitsleistung der Häftlinge.“

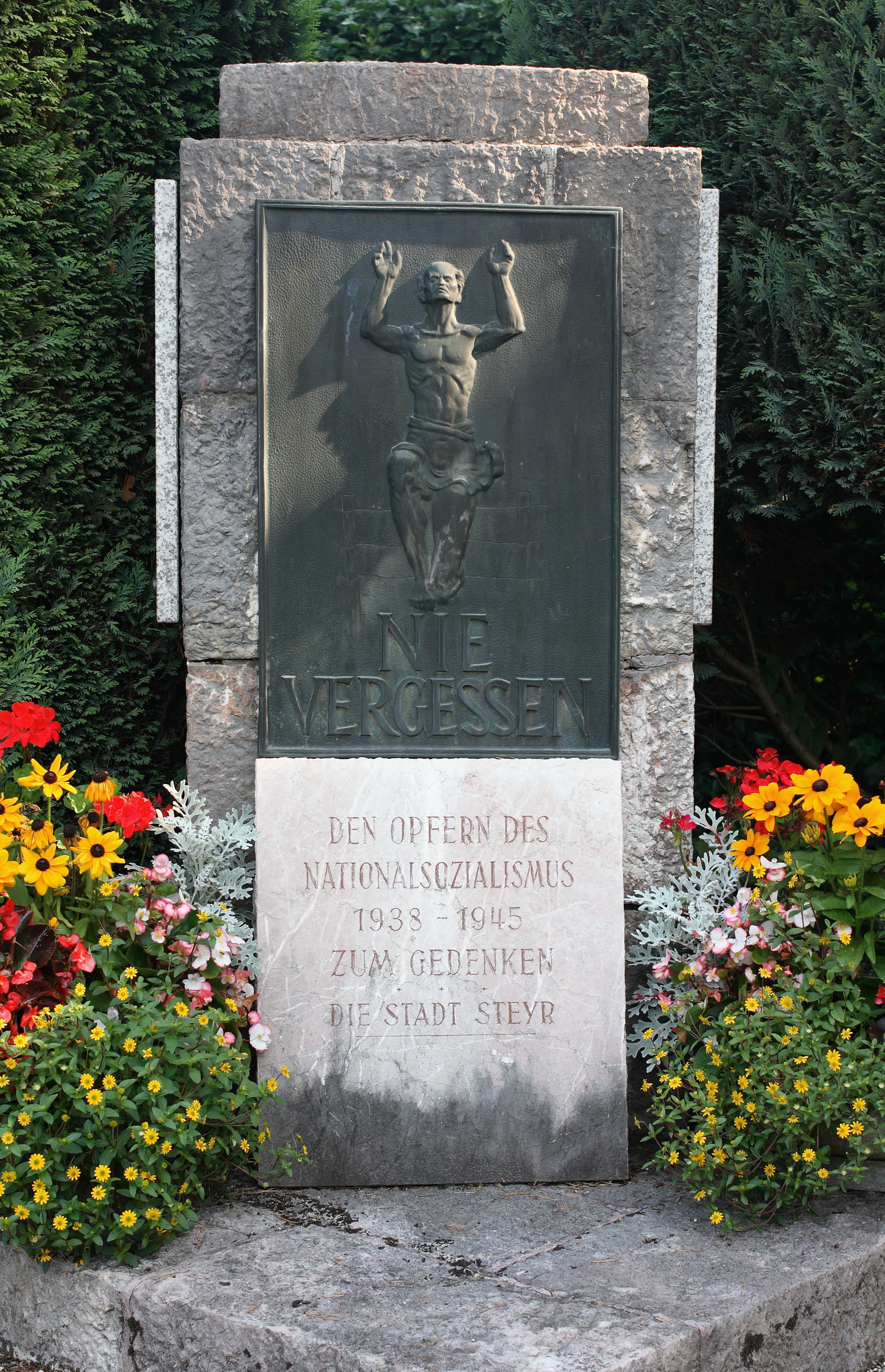
Mahnmal am Steyrer Urnenfriedhof

Die Einrichtung eines Nebenlagers in der Justizanstalt Garsten wurde von der Justiz abgelehnt, worauf im Frühjahr 1942 ein Barackenlager in der Nähe des Werksgeländes errichtet wurde.
Der Großteil der Häftlinge kam aus Spanien, Frankreich, Polen, Italien, Griechenland, Russland und Tschechien. Die Anzahl der Häftlinge bewegte sich zwischen 1.000 und 2.000, im April 1945 wurde mit 3.090 der höchste Häftlingsstand erreicht, da mehrere  Todesmärsche aus dem KZ Wiener Neustadt über Steyr führten.
Viele Häftlinge kamen durch mangelhafte Ernährung, Arbeitseinsätze bei jedem Wetter, das enorme Arbeitstempo, unpassende Kleidung und die kaum vorhandene medizinische Betreuung ums Leben. Auch die Luftangriffe auf die Steyr-Werke im Februar und April 1944 forderten Opfer. Die genaue Zahl der Opfer des KZ Steyr-Münichholz ist bis heute unbekannt. Jedoch sind im Veraschungsbuch der Stadt Steyr 226 Häftlinge namentlich erfasst, die im Steyrer Krematorium verbrannt wurden und deren letzter Aufenthaltsort das KZ Steyr-Münichholz war. Die kranken Häftlinge wurden normalerweise in das Hauptlager zurückgeschickt und dort umgebracht.
Durch die amerikanischen Luftangriffe am 23. und 24. Februar 1944 sowie am 2. April 1944 wurden die Werke schwer beschädigt, sodass die bereits laufende Verlagerung der Produktion in weniger gefährdete Bereiche forciert wurde. Die Flugmotorenfertigung wurde nach Wien verlegt, die Wälzlagerfertigung nach Linz, Gewehrläufe wurden im KZ Gusen produziert.
Amerikanische Truppen befreiten das Lager am 5. Mai 1945. „Nie vergessen“ ist die Inschrift des Gedenksteins auf dem Steyrer Urnenfriedhof, hier wurde 1948 die Asche von KZ-Häftlingen beigesetzt.
Das letzte noch erhaltene Gebäude, die Lagerkantine, wurde 1993 abgerissen, bevor dort eine Dokumentationsstätte über das Lager errichtet werden konnte. 2019 wurden letzte Reste, die sich auf Privatgrund befanden, trotz Widerstand des Mauthausen Komitees entfernt, sodass an diesem Platz nichts mehr an das Lager erinnert.
Im Stollen unter dem Schloss Lamberg in Steyr, einem von KZ-Häftlingen errichteten Luftschutzbunker, gibt es seit 25. Oktober 2013 eine dauerhafte Ausstellung über Zwangsarbeit unter dem Titel „Stollen der Erinnerung“.